# Fairview (Dakota del Sur)
Fairview es un pueblo ubicado en el condado de Lincoln en el estado estadounidense de Dakota del Sur. En el Censo de 2010 tenía una población de 60 habitantes y una densidad poblacional de 269,37 personas por km².

## Geografía
Fairview se encuentra ubicado en las coordenadas 43°13′19″N 96°29′15″O / 43.22194, -96.48750. Según la Oficina del Censo de los Estados Unidos, Fairview tiene una superficie total de 0.22 km², de la cual 0.22 km² corresponden a tierra firme y (0%) 0 km² es agua.

## Demografía
Según el censo de 2010, había 60 personas residiendo en Fairview. La densidad de población era de 269,37 hab./km². De los 60 habitantes, Fairview estaba compuesto por el 100% blancos, el 0% eran afroamericanos, el 0% eran amerindios, el 0% eran asiáticos, el 0% eran isleños del Pacífico, el 0% eran de otras razas y el 0% pertenecían a dos o más razas. Del total de la población el 0% eran hispanos o latinos de cualquier raza.